# Івана
Івана — офшорне газове родовище у хорватському секторі Адріатичного моря.

## Загальний опис
Родовище відкрили у 1973 році внаслідок спорудження свердловини Jadran-6. Поклади газу виявлені у відкладеннях епохи плейстоцену, колектори — пісковики. Станом на 2001 рік запаси Івани оцінювались у 7,9 млрд м3.
Розробку родовища здійснюють спільно на паритетних засадах хорватська нафтогазова компанія INA та італійська Eni. Остання мала великий досвід робіт на офшорних родовищах, зокрема на проектах у італійському секторі Адріатики. Видобуток почався у 1999 році через платформу Ivana A, яка не тільки обслуговує п'ять свердловин, але й містить обладнання для підготовки газу. На чотириопорну основу («джекет») цієї споруди вагою 660 тонн встановили надбудову вагою 700 тонн, що окрім обладнання включає також житлові модулі та факельну вежу. Монтаж Ivana A в районі з глибиною моря 43 метри виконало судно Crawler. Видачу продукції організували на платформу італійського родовища Гарібальді, для чого судно Pearl Marine проклало трубопровід довжиною 67 км та діаметром 400 мм.
У 2000 році до Ivana A під'єднали три дистанційно керовані платформи для розміщення фонтанних арматур Ivana B (обслуговує три свердловини), Ivana D (одна свердловина) та Ivana E (три свердловини). Платформа D споруджена на одоопорній основі (монопод), а дві інші використовують схему трипод. При цьому «джекет» Ivana E встановив згаданий раніше плавучий кран Crawler, тоді як решту робіт (а також прокладання з'єднувальних газопроводів між платформами) виконало судно Castoro 2.
У 2006 році організували видачу блакитного палива до хорватської газотранспортної системи. Для цього за допомогою все того ж Crawler встановили компресорну платформу Ivana K, яка використовує чотириопорний «джекет» та з'єднана містком з Ivana A. Від Ivana K прямує газопровід довжиною 45 км з діаметром 450 мм та робочим тиском 8,5 МПа, який на береговому терміналі в Пулі під'єднаний до газопроводу Пула — Карловац. Для прокладання офшорної ділянки трубопроводу у твердих ґрунтах залучили ківшевий земснаряд Jerommeke.
Того ж 2006-го встановили ще одну платформу-сателіт Ivana C, яка виконана за типом монопод та обслуговує одну свердловину.
Можливо також відзначити, що Івана виконує роль хабу для сусідніх родовищ. Так, в 2006-му до Ivana K під'єднали розташовані південніше родовища Іда та Іка (з 2009-го через них також працює Аннамарія), в 2008-му сюди вивели газопровід від родовища Ана (до якого в свою чергу підключена платформа на Весна), а у 2014-му через Ivana K пішла продукція розташованого північніше родовища Ізабела.